# Велушовце
Велушовце (слч. Velušovce) је насељено мјесто са административним статусом сеоске општине (слч. obec) у округу Топољчани, у Њитранском крају, Словачка Република.

## Становништво
| Година:    | 1994. | 2004.   | 2014.   | 2024.   |
| ---------- | ----- | ------- | ------- | ------- |
| Број људи: | 497   | 510     | 493     | 542     |
| Разлика:   |       | +2,61 % | -3,33 % | +9,93 % |

| Година:    | 2023. | 2024.   |
| ---------- | ----- | ------- |
| Број људи: | 546   | 542     |
| Разлика:   |       | -0,73 % |

Према подацима о броју становника из 2011. године насеље је имало 509 становника.